# Jorge Inglés
Jorge Inglés war ein im Spanien des 15. Jahrhunderts tätiger Maler wahrscheinlich englischer Herkunft.

## Leben

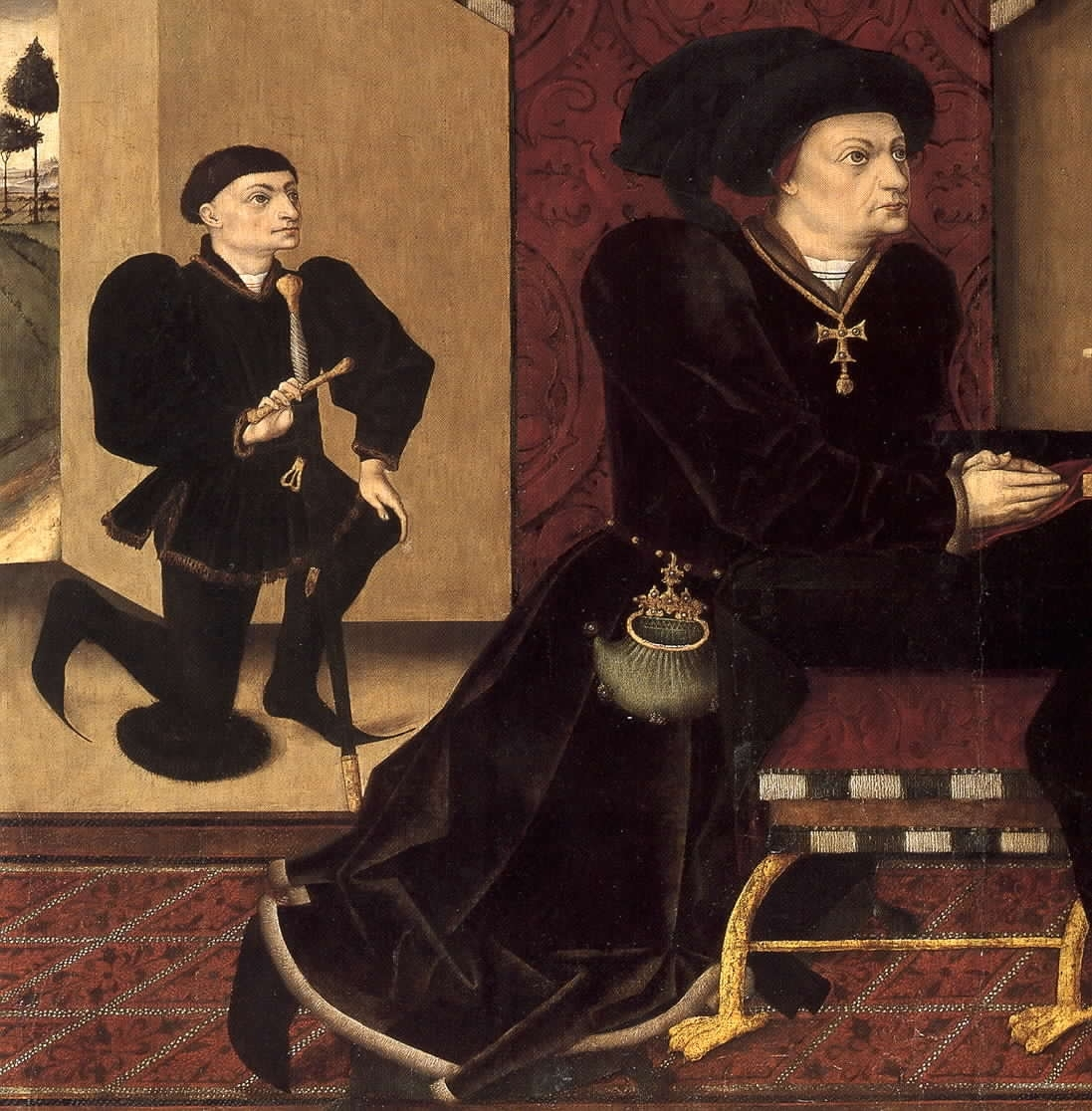
Porträt des Íñigo López de Mendoza, Marqués de Santillana, gemalt von Jorge Inglés

Über sein Leben ist wenig bekannt. Dass sein Name die englische Herkunft anzeigt, ist Vermutung, möglicherweise kam er auch aus Flandern. Geburts- und Todesjahr sind ebenfalls ungewiss. Das einzige fixe Datum ist der 5. Juni 1454 an dem Íñigo López de Mendoza, Marqués de Santillana, ihn in seinem Testament mit der Erstellung eines Altars beauftragt.
Die Ausführung dieses Marienaltars zeigt deutlichen flämischen Einfluss im Sinne der Schule von Tournai.

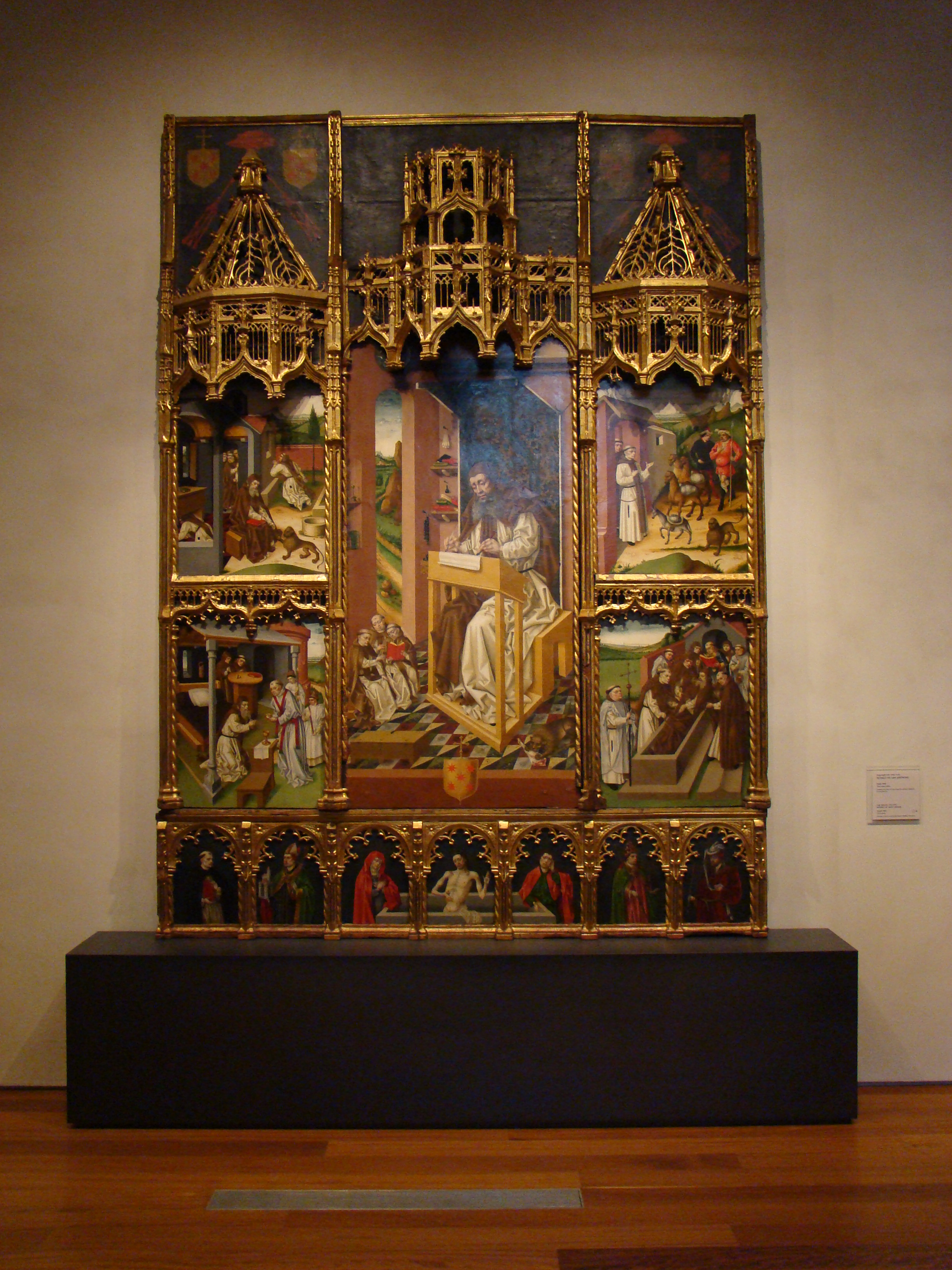
Hieronymus-Altar aus dem Kloster La Mejorada (Olmedo). Heute im Museo Nacional de Escultura

Auch der berühmte Hieronymus-Altar im nationalen Skulpturenmuseum in Valladolid wird Inglés zugeschrieben.